# 劲松街道
劲松街道是北京市朝阳区的街道之一，前身为架松村，下设并管辖劲松北社区、劲松东社区、劲松中社区、劲松西社区、农光里社区、农光东里社区、磨房北里社区、八棵杨社区、大郊亭社区、农光里中社区10个社区。

## 地名列表

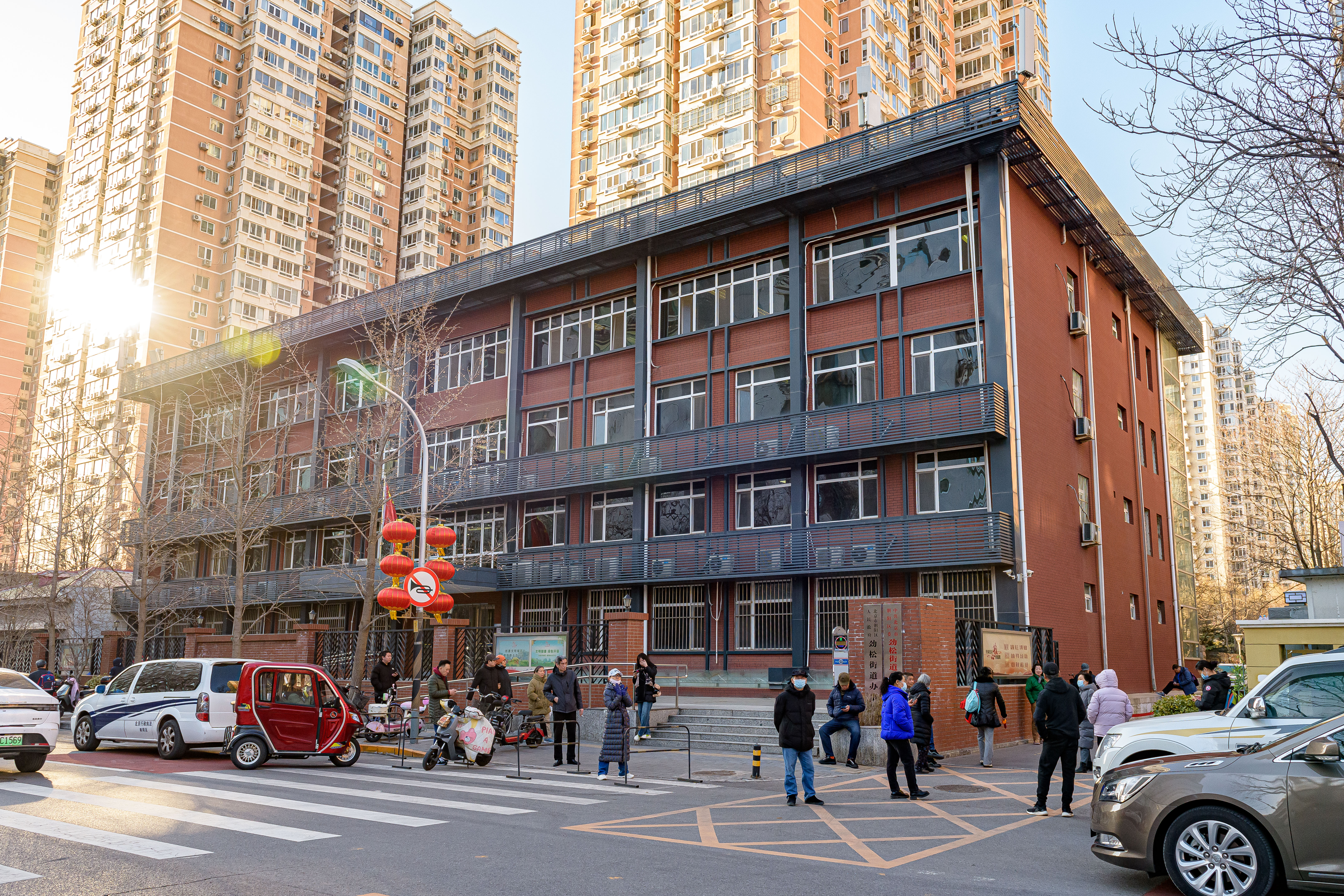
劲松街道办

- 劲松
- 劲松桥（东三环）
- 农光里
- 磨房北里
- 八棵杨
- 大郊亭